# International Watch Company
International Watch Company – szwajcarskie przedsiębiorstwo zajmujące się produkcją zegarków mechanicznych, założone w 1868 roku. Jako jedyny szwajcarski producent zegarków IWC nosi angielskojęzyczną nazwę. Jest to związane z pochodzeniem założyciela, zegarmistrza i inżyniera ze Stanów Zjednoczonych Florentine'a Ariosto Jonesa (1841–1916). Od początku działalności przedsiębiorstwo zajmuje się produkcją mechanicznych zegarków naręcznych i kieszonkowych.
Znane modele zegarków to: Seria Mark, Ingenieur, Da Vinci oraz Portugieser Automatic.
Zegarki IWC wyróżniają się nie tylko klasyczną linią i specyficznym designem, ale głównie stosowaniem komplikacji. W wielu modelach tej marki zostały zastosowane zaawansowane moduły techniczne, takie jak rezerwa chodu, fazy księżyca, repetycja, tourbillon czy wieczny kalendarz.